# جلوارنیک
جلوارنیک (به صربی: Jelovarnik) یک آبشار در صربستان است که در Kopaonik, Serbia واقع شده‌است.